# Messier 52
M52 (Messier 52 / NGC 7654) is een open sterrenhoop in het sterrenbeeld Cassiopeia. Het hemelobject werd in 1774 door Charles Messier ontdekt. M52 staat op een afstand van ongeveer 5000 lichtjaar. M52 is zichtbaar vanaf de Aarde met een verrekijker. De leeftijd wordt geschat op 35 miljoen jaar. Nabij het centrum heeft M52 een dichtheid van ongeveer 3 sterren per kubieke parsec.